# Luciën Dors
Luciën Dors (Zeist, 31 oktober 1984) is een Nederlands voormalig  profvoetballer die achtereenvolgens speelde voor Vitesse en FC Den Bosch. Hij maakte zijn debuut in het betaalde voetbal op 5 december 2004 in de wedstrijd tegen FC Utrecht (2-1 winst).
In de jeugd speelde hij voor VV Jonathan en SBV Vitesse. Daar debuteerde hij in het seizoen 2004/05 en vervolgens speelde hij in het seizoen 2005/06 voor FC Den Bosch. Na een clubloze periode speelde Dors in het seizoen 2008/09 voor DOVO en vervolgens bij VV Bennekom en FC Breukelen. Vanaf 2014 kwam hij uit voor SV DFS. In 2019 ging hij naar VV Maarssen.

## Carrière
| seizoen | club         | wed. | goals | competitie     |
| ------- | ------------ | ---- | ----- | -------------- |
| 2004/05 | Vitesse      | 5    | 0     | Eredivisie     |
| 2005/06 | Vitesse      | 0    | 0     | Eredivisie     |
| 2005/06 | FC Den Bosch | 31   | 0     | Eerste divisie |